# Grand intendant
Le grand intendant (宮内庁長官, Kunaichō Chōkan) est un officiel de l'agence impériale japonaise. Il est le doyen de la maison impériale, et le responsable de la gestion des employés (omote, « en dehors de la maison »); ceux-ci travaillent comme chauffeurs, cuisiniers, jardiniers ou administrateur officiels. Le grand intendant de 2005 à 2012 fut Shingo Haketa, succédant à Toshio Yuasa.

## Histoire de la fonction
Les origines de la structure de la maison impériale remontent au règne de l'empereur Mommu en  701.

## Critique
Le prince héritier Naruhito, en mai 2004, a critiqué le grand intendant, Toshio Yuasa, pour avoir pressé sa femme, Masako Owada, d'avoir un fils. Lors d'une conférence de presse, Naruhito déclare que sa femme est « complètement épuisée » à force d'essayer de s'adapter à la vie royale, et ajoute que « certaines personnes reniaient la carrière de Masako (jusqu'à notre mariage) ainsi que sa personnalité » ,,.